# Slagverksensemble
En slagverksensemble är en grupp slagverkare som spelar tillsammans. Gruppens storlek är inte definierad, men vanligtvis ligger antalet medlemmar på mellan fem och tio stycken.
Slagverksensemblen definieras genom att det endast förekommer slagverk som instrument. Då slagverk är en väldigt bred instrumentgrupp är detta emellertid inget problem ur en åhörarmässig synvinkel.
En slagverksensemble kan spela nästan vilken sorts musik som helst. Ofta karakteriseras musiken av rytmisk musik på olika typer av trummor, ofta med avancerad pausering, en genre som är benämnd nu-musik. Slagverksensemblen kan dock spela melodier på bland annat xylofon, klockspel eller rörklockor; och spela basgångar eller ackompanjemang på bland annat timpani, vibrafon eller marimba.
Kroumata är en känd svensk slagverksensemble som gått i bräschen för slagverksmusiken